# Celtismo
El celtismo es un movimiento festivo reconstruccionista pagano vivo desde finales del siglo XIX, pero solo en la vista pública desde la década de los setenta del siglo XX.  Tendencialmente el celtismo retoma la antigua fiesta celta, practicada en la antigua zona geográfica de las actuales Francia, Irlanda, España y Reino Unido antes de la expansión del Cristianismo.  Se trata de un sistema religioso panteista, animista y politeísta, cuya teología es diferente de acuerdo a las principales corrientes en las que está dividido. Con la aparición y propagación de misteriosos grupos entre los años de 1970 y 1980 el celtismo se vio influenciado y, a su vez influyó en la filosofía Nueva Era y en la Wicca, que ha afectado en particular a la doctrina druidista, una de las ramas celtistas.  Entre los primeros grupos se encuentran los de orientación puramente celta, y solo muy recientemente las religiones celtistas han sido sistemática y progresivamente institucionalizadas, e incluso el proceso aún sigue en marcha.

## Nomenclatura
El término celtismo deriva del nombre de un pueblo europeo llamado celtas, actualmente es utilizado como término para indicar el movimiento reconstruccionista entero en sus matices culturales y espirituales.  Como alternativa amplia pero no establemente difundida en el mundo anglosajón está también la etiqueta de "paganismo celta reconstruccionista" (paganismo céltico o reconstruccionismo celta) cuyo primer uso fue realizado en un artículo de Kym Lambert ní Dhoireann de 1992.  Este último atribuye la invención del término a Kathryn Price NicDhàna, si bien esta a su vez recoge los primeros usos documentados del término en simples extrapolaciones del libro titulado Drawing Down the Moon de la escritora Margot Adler.  Si bien Adler, en su texto, describe una amplia variedad de tradiciones paganas reconstruccionistas, ninguna de tales manifestaciones mencionadas es explícitamente celtista.  NicDhàna e ní Dhoireann han declarado haber utilizado el término en modo de hacer distinción entre las corrientes específicamente eclécticas, el druidismo, la Wicca y las tradiciones reconstruccionistas.  La afirmación del término celtismo está progresivamente sobrepasando todas las versiones precedentementes utilizadas, en cuanto son excesivamente específicas (el adjetivo "reconstruccionista" no es el más idóneo para describir el espectro celtista entero), o por meros motivos de simplicidad o inmediatez.  En lo que concierne a los nombres de las corrientes "bajas" del celtismo, estos se forman en base al contexto en el cual cada rama misma se desarrolla. 
El término druidismo, por un tiempo utilizado como alternativa al mismo celtismo, es hoy utilizado solamente para indicar la tradición ecléctica interna al celtismo.  Esto sustancialmente por el hecho que mientras en las otras denominaciones la definición de druida es atribuida solo a las órdens sacerdotales, los druidistas utilizan el término en sentido universal para indicar tanto el clero como a los seguidores de la religión misma, en alternativa a la etiqueta de druidista.  En lo que concierne al "senistroñerismo" y al "keltrianismo", la primera rama toma su nombre de un antiguo vocablo protocelta que significa "vieja religión"; la tradición keltriana toma su nombre de la palabra Keltria usada por la principal organización del keltrianismo, es decir el Círculo de Keltria.  Il lema es conducir a Keltoi, nombre que los griegos daban a los celtas.  Keltoi a su vez deriva de Kel-to, una de las primeras tribus galas que entraron en contacto con el mundo romano junto a la tribu llamada Gala-to, del nombre de la cual los romanos acuñaron los términos Galia y galos.

## Historia
La historia del celtismo comenzó en el siglo XVIII, específicamente en 1781, con la fundación de la Antigua Orden de los Druidas, una organización secreta e iniciática. Los grupos aparecidos en este periodo raramente presentaban lazos estrechos con la antigua religión celta, de hecho nos lleva al mismo hilo que concentra la amplia gama de religiones mistéricas subterráneas que aparecieron en el curso del siglo XX. Los primeros adherentes al Neopaganismo que se organizaron para constituir una relativamente definida religiosidad celtista fueron los componentes de congregaciones aparecidas solo en los años setenta y ochenta del siglo XX. Las doctrinas de estas asociaciones contenían muchos elementos célticos, muchos de los cuales llegaron a ser el núcleo de una futura filosofía celtista unificada.  Este periodo y estos grupos son a menudo definidos con la etiqueta de protoceltismo, precisamente por la todavía difusa indeterminación doctrinal que las caracterizaba.  
Sucesivamente, con la difusión de los medios de comunicación masiva, los protoceltistas comenzaron a sentirse liderando un rápido crecimiento del movimiento. Si bien la corriente senistroniana presenta los típicos elementos del reconstruccionismo pagano, otros grupos se basan menos en raíces históricas religiosas y tienden a la introducción de elementos reformatorios. En el periodo de la primera difusión del celtismo con influencias nuevoeristas y wiccanas, se constituyó la corriente del druidismo, mayoritaria y en el seno de la cual se formó una tercera rama en 1985 llamada keltrianismo. La tendencia es que pocos entre los celtistas modernos consideran demasiado importante el legado con la vieja tradición del paganismo celta, la mayoría druidista reconoce de hecho la necesidad de una innovación y de un desarrollo de la religión celta en armonía con el contexto de la sociedad moderna, reconociendo de este modo la implementación en la misma doctrina de enseñanzas, rituales y prácticas nuevos y no necesariamente celtas.

## Desarrollo
La religión celtista está dividida en tres ramas principales que se distinguen en diferentes aspectos, en primer lugar el sistema teológico y cosmológico, pero también, generalizando, la entera visión del mundo y la relación con la sociedad. La corriente más ortodoxa y estrechamente ligada a los métodos del reconstruccionismo es la senistroniana (término que literalmente significa "antigua tradición" en protocéltico). La tradición senistroniana ha sido organizada con la fundación de las asociaciones Imbas, aunque estos grupos reconstruccionistas están presentes en muchas comunidades celtistas a través de Europa noroccidental y en América del Norte. En oposición a la corriente reconstruccionista está presente el druidismo, cuya formación se desarrolló en el curso de los siglos que relacionan la fundación de la Antigua Orden de los Druidas en 1781 al desarrollo moderno. 